# Остроруг (гміна)
Гміна Остроруг (пол. Gmina Ostroróg) — місько-сільська гміна у північно-західній Польщі. Належить до Шамотульського повіту Великопольського воєводства.
Станом на 31 грудня 2011 у гміні проживало 4965 осіб.

## Територія
Згідно з даними за 2007 рік площа гміни становила 84.99 км², у тому числі:
- орні землі: 65.00%
- ліси: 26.00%

Таким чином, площа гміни становить 7.59% площі повіту.

## Населення
Станом на 31 грудня 2011:
| Опис     | Загалом | Загалом | Чоловіки | Чоловіки | Жінки | Жінки |
| -------- | ------- | ------- | -------- | -------- | ----- | ----- |
| одиниця  | осіб    | %       | осіб     | %        | осіб  | %     |
| все      | 4965    | 100     | 2456     | 49.47    | 2509  | 50.53 |
| міське   | 1971    | 100     | 946      | 48.00    | 1025  | 52.00 |
| сільське | 2994    | 100     | 1510     | 50.43    | 1484  | 49.57 |

## Сусідні гміни
Гміна Остроруг межує з такими гмінами: Вронкі, Обжицько, Пневи, Шамотули.